# イーストプラザいこまい館
イーストプラザいこまい館（イーストプラザいこまいかん）は、愛知県愛知郡東郷町にある交流施設である。

## 歴史
2004年（平成16年）4月、東郷町役場の東隣にオープンした。コンセプトは「遊びと学びの郷、自然・健康・文化の森」で、いきがいセンターや健康づくりセンター、郷土資料館などを有した複合施設となっており、管理・運営は指定管理者の東郷町施設サービス株式会社が行っている。

## 施設一覧
- いきがいセンター
- 健康づくりセンター
- 町民活動センター
- 郷土資料館
- 昔体験館
- 自主活動スペース : 多目的室・町民ギャラリー・調理室・会議室・研修室・和室・音楽練習室

## 交通アクセス
- 名古屋市営地下鉄鶴舞線 赤池駅下車、名鉄バス豊田市行「和合」停留所下車、徒歩で約1分。
- 名鉄豊田線 日進駅下車、名鉄バス知立行「和合」停留所下車、徒歩で約3分。
- 名鉄名古屋本線 知立駅下車、名鉄バス日進駅行「和合」停留所下車、徒歩で約3分。
- 東郷町巡回バス（じゅんかい君）「東郷町役場」停留所下車、徒歩で約3分。
- 愛知県道218号和合豊田線沿い。